# ديريك فريزر
ديريك فريزر (بالإنجليزية: Derrick Frazier)‏ هو لاعب كرة قدم أمريكية أمريكي، ولد في 29 أبريل 1970.

## وصلات خارجية
- ديريك فريزر على موقع مرجع كرة القدم المحترفة.كوم (الإنجليزية)